# 庫古爾盧伊湖
45°18′N 28°40′E / 45.300°N 28.667°E

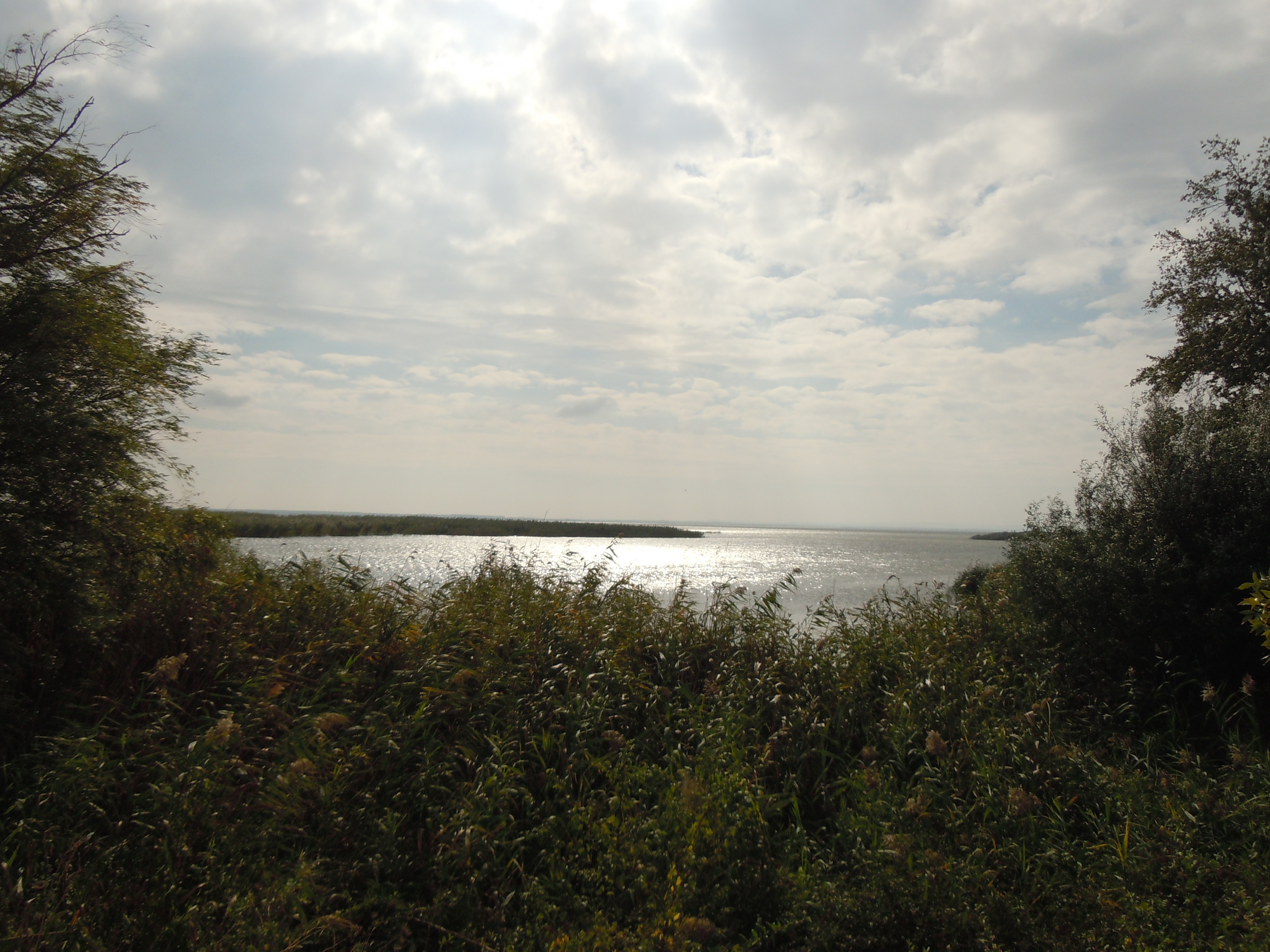

庫古爾盧伊湖（烏克蘭語：Кугурлуй）是烏克蘭的湖泊，位於該國西南部敖德薩州，處於比薩拉比亞以南的多瑙河三角洲，面積82平方公里，平均水深0.8米，最大水深5米。